# Носов, Иван Степанович
Иван Степанович Носов (1923—1997) — советский военнослужащий, артиллерист в годы Великой Отечественной войны, Герой Советского Союза (9.02.1944). Старшина Красной Армии, лейтенант внутренних войск МВД СССР.

## Биография
Родился 1 апреля 1923 года в деревне Кочнево (ныне — Вязниковский район Владимирской области). После окончания семи классов школы работал в колхозе. С началом Великой Отечественной войны мобилизован на работу в оборонную промышленность и направлен на военный завод в Коврове, где трудился свыше года.
В ноябре 1942 года был призван на службу в Рабоче-крестьянскую Красную Армию. С декабря того же года — на фронтах Великой Отечественной войны. Воевал заряжающим расчета противотанкового орудия 1212-го отдельного истребительно-противотанкового артиллерийского полка Воронежского фронта. Участвовал в Среднедонской, Острогожско-Россошанской, Воронежско-Касторненской наступательных и в Харьковской оборонительной 1943 года операциях. За героизм в Курской битве был награждён своим первым орденом.
К сентябрю 1943 года гвардии сержант Иван Носов командовал орудием 321-го гвардейского истребительно-противотанкового артиллерийского полка 7-й гвардейской истребительно-противотанковой артиллерийской бригады Воронежского фронта. Отличился во время битвы за Днепр. В ночь с 29 на 30 сентября 1943 года расчёт под командованием Ивана Носова первым переправился через Днепр и принял активное участие в боях за захват и удержание плацдарма на его западном берегу, только в первый день отразив восемь немецких контратак. 2 октября 1943 года в бою у села Селище Каневского района Черкасской области Украинской ССР его расчёт уничтожил 4 танка и 2 пулемётных точки, а через десять дней принял активное участие в освобождении этого села, уничтожив 4 пулемётные точки. Всего к середине октября 1943 года за 10 месяцев участия в войне уничтожил 12 танков, 2 дзота, 6 блиндажей, 2 орудия, 8 пулемётных точек и до двух рот пехоты врага.
Указом Президиума Верховного Совета СССР «О присвоении звания Героя Советского Союза офицерскому и сержантскому составу артиллерии Красной Армии» от 9 февраля 1944 года за «образцовое выполнение боевых заданий командования на фронте борьбы с немецкими захватчиками и проявленные при этом отвагу и геройство» был удостоен высокого звания Героя Советского Союза с вручением ордена Ленина и медали «Золотая Звезда» за номером 2621.
После представления к званию Героя Советского Союза участвовал в Киевской оборонительной операции, в Житомирско-Бердичевской и Проскуровско-Черновицкой наступательных операциях. В июле 1944 года во время Львовско-Сандомирской наступательной операции при налёте немецкой авиации получил тяжелые ранения и несколько месяцев находился в госпиталях.
С декабря 1944 года продолжил службу во внутренних войсках НКВД (с 1946 — МВД) СССР. В 1948 году он окончил Калининградскую высшую офицерскую школу МВД СССР. В 1953 году лейтенант уволен в запас.
Проживал в Коврове, где много лет трудился наладчиком на Заводе имени В. А. Дегтярёва. Умер 5 июля 1997 года, похоронен в Троице-Никольском районе Коврова.

## Награды
- Герой Советского Союза (9.02.1944)
- Орден Ленина (9.02.1944)
- Два ордена Отечественной войны 1-й степени (30.07.1943, 11.03.1985)
- Орден Отечественной войны 2-й степени (14.10.1943)
- Медаль «За отвагу» (27.01.1943)
- Ряд других медалей[2]

## Сочинения
- Носов И. С. Высоты получают имена. — М., 1978.

## Память
- Почётный гражданин города Ковров (1975).
- Мемориальная доска в память о И. С. Носове установлена Российским военно-историческим обществом на здании Степанцевской средней школы Вязниковского района, где он учился.